# Autogene Drainage
Die autogene Drainage ist eine Atemtechnik für lungenkranke Patienten mit vermehrtem und zähem Bronchialsekret (etwa bei Mukoviszidose), wobei dieses in drei Phasen zunächst gelöst, dann gesammelt und schließlich abgehustet wird. Der belgische Physiotherapeut Jean Chevaillier ist Mitentwickler dieser Technik.
Diese Selbstreinigungstechnik ist wirksam und schonend, erfordert aber beim Patienten ein hohes Maß an Konzentration und Selbstdisziplin.
Die autogene Drainage kann im Sitzen oder Liegen durchgeführt werden, je nachdem, was der Patient als angenehmer empfindet. Das Sammeln des Sekrets funktioniert durch eine bestimmte Atemtechnik. Zunächst wird tief in Brust und Bauch eingeatmet. Anschließend muss für etwa 3–5 Sekunden die Luft angehalten werden. Dann folgt die passive Ausatmung durch den Mund, allein durch die Rückstellkräfte des Brustkorbs wird die Luft hinausgedrückt. Es schließt sich eine aktive Ausatmung an, bei der versucht wird, so viel Luft wie möglich aus dem Brustkorb zu pressen. Als Erleichterung werden häufig kleine mechanische Hilfsmittel verwendet (Flutter, RC-Cornet oder PEEP-Geräte), die durch einen kleinen Ausatemwiderstand erreichen, dass das Sputum transportiert wird, ohne dass die Bronchien zusammenfallen (kollabieren). Dieser Atemzyklus wird mehrfach wiederholt, bis eine ausreichende Menge an Sekret den Weg in die großen Atemwege gefunden hat. Jetzt kann das Sekret abgehustet werden. Zu schnelles/häufiges Husten ist kontraproduktiv, da es den Körper zusätzlich anstrengt und nur wenig Sekret fördert.